# River Phoenix
River Jude Phoenix (23 tháng 8 năm 1970 – 31 tháng 10 năm 1993) là một diễn viên, nhạc sĩ và nhà hoạt động xã hội người Mỹ. Anh là anh trai của Rain Phoenix, Joaquin Phoenix, Summer Phoenix và Liberty Phoenix. Những sản phẩm của Phoenix bao gồm 24 phim nhựa và phim truyền hình, trong đó có phim phiêu lưu và khoa học viễn tưởng Explorers, phim về tuổi mới lớn Stand by Me, phim hành động Indiana Jones and the Last Crusade và phim tâm lý người lớn độc lập My Own Private Idaho. Sự lóe sáng bỗng chốc tới sự nổi tiếng của Phoenix dẫn tới hình tượng "thần tượng teen" của anh ấy.
Phoenix bắt đầu diễn ở tuổi 10 trong những quảng cáo trên TV. Anh ấy xuất hiện với những vai diễn khác nhau, và bắt đầu được chú ý trong phim Stand by Me năm 1986, một phim về tuổi mới lớn cực kì nổi tiếng được dựa trên một tiểu thuyết của Stephen King. Phoenix chuyển sang những vai diễn có chiều sâu hơn với Running on Empty (1988), đóng vai con trai của một đôi vợ chồng bị truy nã. Trong đó, diễn xuất của anh được đánh giá cao và đã mang về cho anh một đề cử cho giải Diễn viên phụ xuất sắc nhất. Năm 1991, anh vào vai một người đồng tính đang trên đường tìm lại mẹ ruột. Với những diễn xuất sau này, Phoenix giành được nhiều lời khen ngợi lớn lao và thắng một giải Volpi Cup cho Diễn viên xuất sắc nhất ở Liên hoan phim Venice, cùng với giải Diễn viên xuất sắc nhất từ Cộng đồng phê bình phim quốc gia.
Vào ngày 31 tháng 8 năm 1993, Phoenix đột quỵ và chết vì nhồi máu cơ tim do sốc thuốc trên vỉa hè ngoài câu lạc bộ The Viper Room ở phía Tây Hollywood, California, tuổi 23. Lúc Phoenix chết, anh đang quay dở phim Dark Blood (1993).

## Tiểu sử

### Những năm đầu
Tên khai sinh của River là River Jude Bottom. Cả ông và bà Bottom đã quyết định đặt tên cho cậu con trai đầu lòng của họ cái tên River, dựa theo the River of Life (dòng sông của sự sống) trong cuốn tiểu thuyết Siddhartha của Hermann Hesse và tên đệm Jude trong bài hát Hey Jude của nhóm The Beatles. River Jude Bottom được sinh ra tại Metolius, Oregon. Mẹ của anh là bà Arlyn Dunetz (sau này gọi là Heart Phoenix), một phụ nữ mang hai dòng máu Hungary và Nga. Cha của River là ông John Lee Bottom, mang hai dòng máu Ireland và Tây Ban Nha. Cả hai vợ chồng đều là thành viên của tổ chức tôn giáo Children of God, và họ làm nhiệm vụ truyền giáo cho tổ chức này tại khắp các vùng Nam Mỹ. Họ còn có thêm bốn người con nữa: Rain, Joaquin (Leaf), Liberty và Summer.
Theo nguồn tin của tờ tạp chí Details vào tháng 11 năm 1991, River đã nói rằng anh bị lạm dụng tình dục ở tuổi lên 4 tại giáo phái này. Nhưng sau đó, River lại tuyên bố đấy chỉ là lời nói đùa. Tuy nhiên, tiếp tục sau đó, trong một lần phỏng vấn khác, River đã thực sự tức giận khi được hỏi về tổ chức này: "Họ thật đáng kinh tởm... Họ hủy hoại cuộc sống của người khác". Sau khi gia đình Bottom rời bỏ tổ chức và trở về Mỹ vào năm 1977, họ đổi họ Bottom thành Phoenix, với ngụ ý hướng về một cuộc sống mới.
River đã trải qua thời gian tuổi thơ trong đói nghèo và cuộc sống du mục. Ở tuổi lên 5, cùng với cô em gái Rain, River chơi nhạc trên đường phố để nuôi gia đình.

### Sự nghiệp
Cả năm anh em nhà Phoenix đều được bố mẹ khuyến khích đi theo con đường nghệ thuật. Cậu em trai thứ ba trong gia đình, Joaquin Phoenix, sau này cũng trở thành một diễn viên Mỹ nổi tiếng.
River Phoenix tham gia vào một bộ phim truyền hình năm 1982 có tựa Seven Brides for Seven Brothers. Sau đó, cậu bé có vai chính điện ảnh đầu tiên trong phim Explores năm 1985 cùng với Ethan Hawke. Năm sau, River tham gia vào bộ phim kinh điển thể loại coming-of-age Stand By Me (1986) của đạo diễn Rob Reiner, dựa theo truyện của Stephen King. Đây chính là bộ phim đã đưa tên tuổi của River Phoenix lên hàng ngũ ngôi sao thiếu niên. Cùng năm, River tham gia vào phim The Mosquito Coast (1986) của Peter Weir bên cạnh hai ngôi sao Harrison Ford và Helen Mirren. Vai diễn Charlie Fox của River trong bộ phim này đã gây cảm hứng cho nhạc sĩ nổi tiếng người Brasil, Milton Nascimento, viết nên ca khúc River Phoenix: A Letter To A Young Actor vào năm 1989. Một loạt phim sau đó: A Night in the Life of Jimmy Reardon (1988), Little Nikita (1988) bên cạnh Sidney Poitier; và được đề cử vào năm 1989, lúc River mới 18 tuổi, cho hạng mục Nam diễn viên phụ Xuất sắc nhất tại giải Oscar và giải Quả Cầu Vàng, cũng như đoạt được giải thưởng danh dự của National Board of Review cho vai diễn Danny Pope trong bộ phim Running On Empty (1988) của đạo diễn Sidney Lumet. Đến năm 1989, River đóng vai nhân vật Indiana Jones thời niên thiếu trong phần ba của loạt phim: Indiana Jones and the Last Crusade (1989).
Bước ngoặt đánh dấu sự trưởng thành trong sự nghiệp của River Phoenix là vai diễn Mike Waters trong bộ phim của đạo diễn Gus Van Sant: My Own Private Idaho (1991)- Cúp Volpi vàng cho giải Nam diễn viên Chính Xuất sắc nhất tại Liên hoan phim Venezia, cũng như giải của National Society of Film Critics.
Sau danh tiếng của My Own Private Idaho, River Phoenix trở thành một trong những diễn viên trẻ được hâm mộ nhất và có mức cat-sê hàng đầu tại Mỹ. River còn là một trong 10 diễn viên Mỹ nổi tiếng nhất tại Nhật Bản lúc bấy giờ.
Năm 1992, River lại có dịp hợp tác lần nữa với Sidney Poitier và Robert Redford trong một "blockbuster" có tựa Sneakers. Sau một vài phim nữa, River Phoenix đảm nhận vai chính trong bộ phim về nhạc đồng quê của đạo diễn Peter Bogdanovich, The Thing Called Love (1993) đóng chung với Samantha Mathis. Đây cũng là bộ phim hoàn chỉnh cuối cùng của River Phoenix.
Sau cái chết của anh vào năm 1993, bộ phim cuối cùng được ra mắt khán giả là Silent Tongue (1994), dù The Thing Called Love (1993) mới là phim đóng máy cuối cùng của River Phoenix. Ngoài ra, River đang tham gia vào một dự án phim có tên Dark Blood của đạo diễn George Sluizer. Chỉ còn khoảng 11 ngày nữa là bộ phim đóng máy, chuyển sang phần hậu kỳ thì cái chết đột ngột của River đã khiến cho bộ phim không bao giờ có thể hoàn thành.
River Phoenix chính là lựa chọn đầu tiên cho nhân vật Jim Carrol, cậu thiếu niên nghiện ngập trong The Basketball Diaries (1995). Sau khi anh chết, chàng diễn viên trẻ Leonardo DiCaprio được thay thế và bộ phim đã gây ra rất nhiều sự tranh cãi. Ngoài ra, nhân vật Lestat trong bộ phim kinh điển về ma cà rồng Interview With the Vampire (1994) được nhà văn Anne Rice viết dựa trên nguồn cảm hứng về River Phoenix. Tuy nhiên, sau đó, nhà sản xuất của bộ phim lại muốn Tom Cruise thể hiện vai diễn này, và vì thế, đạo diễn của bộ phim đành để cho River đóng vai người phỏng vấn, Daniel Malloy. Và sự không may sau đó đã được thay thế kịp thời bằng anh bạn diễn viên Christian Slater.
Tuy nhiên, vào những năm tháng cuối đời, River tỏ ra ít để tâm vào nghiệp diễn của mình. Anh đang dồn sức cho các dự án âm nhạc với ban nhạc riêng Aleka's Attic, cũng như một vài bài hát hợp tác với những người bạn như Flea, John Frusciante của nhóm nhạc Red Hot Chili Peppers và Micheal Stipe của ban nhạc R.E.M. Âm nhạc là niềm đam mê lớn nhất trong cuộc đời của River Phoenix, bắt đầu từ những năm tháng sống du mục bên cây đàn thùng guitar của anh.

### Một huyền thoại
Cho đến ngày nay, River Phoenix vẫn là một trong những diễn viên thuộc thế hệ X nổi tiếng nhất tại Mỹ, và vẫn có rất nhiều người đi theo con đường tự nguyện trở thành người ăn chay giống River. Có một điều chắc chắn: cuộc đời và cái chết của anh vẫn còn ám ảnh mọi người.
Vào năm lên 5, trong một lần theo đoàn ngư dân ra khơi đánh cá, chứng kiến những người bạn lớn tốt bụng của bố mẹ đánh bắt, xẻ thịt đàn cá, cậu bé River đã quyết định việc giết thịt động vật đó sẽ không còn là một phần trong cuộc sống của mình. Cùng với cậu em trai Joaquin, River đã thuyết phục cả gia đình cùng trở thành những người ăn chay trường. Và trong suốt phần còn lại của cuộc đời, River đã trở thành một người ăn chay trường xuất sắc, luôn quan tâm sâu sắc đến các vấn đề về quyền lợi động vật và môi trường. River Phoenix là một nhà hoạt động bảo vệ môi trường thiếu niên nổi tiếng, và là người xướng ngôn của Hiệp hội PETA. Thêm vào đó, River cũng luôn từ chối tham gia vào những bộ phim có sử dụng công cụ, trang phục làm từ lông và da động vật, cũng như những sản phẩm đã thử nghiệm trên động vật.
Anh đã mua lại nhiều vùng rừng mưa nhiệt đới quanh quần đảo Costa Rica với mục đích bảo tồn.
Con người đích thực của River Phoenix cũng là một câu chuyện còn đang được khám phá. Bởi trong con người ấy luôn tồn tại những mặt cá tính hết sức khác nhau. Một mặt, River nổi tiếng là một chàng trai trẻ nhân ái, trong sáng và nhạy cảm. Mặt khác, River lại chán ghét cuộc sống với những áp lực từ sự nổi tiếng của bản thân. Và không khó cho người hâm mộ khi chứng kiến sự thay đổi hết sức đáng lo ngại theo năm tháng của River Phoenix: từ một cậu bé thanh lịch, đáng yêu, ăn nói sắc sảo và lưu loát... trở thành một chàng trai trẻ ủ rũ, ăn mặc luộm thuộm, và kì lạ thay, ăn nói không còn được lưu loát như trước...
Sự nhạy cảm của River cũng được xem là một giả thiết cho nguyên nhân của thảm kịch này. Một câu chuyện về tính nhạy cảm của anh được kể rằng, trong một lần ăn trưa tại một nhà hàng, khi thấy cô bạn gái Martha Plimton gọi món cua lột, River đã bỏ ra ngoài và khóc vì thất vọng. River cũng đã từng nói "Thỉnh thoảng, tôi ước gì mình không quá tỉnh táo như tôi bây giờ".
Sự ra đi của River Phoenix được xem là một trong những sự kiện bi thảm và gây sốc nhất trong lịch sử của ngành công nghiệp giải trí.
Với nhiều điều khó lý giải cũng như tính nặng nề của sự kiện, cho đến nay, bạn bè, gia đình cũng như các fan của River Phoenix vẫn giữ sự im lặng mỗi khi nói về chàng diễn viên này.

### Ngày31 tháng 10năm1993
Vào buổi tối ngày 30 tháng mười, 1993, River cùng với người yêu lúc bấy giờ, nữ diễn viên Samantha Mathis, cùng hai người em Rain và Joaquin bước vào câu lạc bộ The Viper Room nổi tiếng trên Đại lộ Sunset, Hollywood để chơi nhạc, và gặp mặt một số bạn bè của mình như ban nhạc Red Hot Chili Peppers, diễn viên Johnny Depp... Một vài phút sau khi bị từ chối được lên sân khấu chơi nhạc, River đã bỏ đi và sử dụng một lượng lớn các chất ma túy tổng hợp gồm heroin và cocaine. Mọi người đã tường thuật lại rằng River trở về bàn và nói rằng mình không thể thở được... Mọi người vội đưa anh ra ngoài, và ngay lập tức, River ngã gục trước cửa câu lạc bộ. Tất cả những người nổi tiếng lẫn các tay săn ảnh có mặt xung quanh vào thời điểm đấy đều lúng túng và hoảng hốt. Sau cùng, Joaquin Phoenix vội cầu cứu 911 (cuộc điện thoại này sau đó đã được truyền đi trên khắp các phương tiện truyền thông của Mỹ). River Phoenix được đưa đến trung tâm y tế Cedars-Sinai, nhưng mọi nỗ lực cứu sống anh đều quá trễ. Cái chết của anh được thông báo vào lúc 1:51 AM giờ PST, ngày 31 tháng 10 năm 1993. Chủ của câu lạc bộ, và cũng là bạn của River, Johnny Depp, đã cho đóng cửa câu lạc bộ The Viper Room vào ngày 31/10 hàng năm để tưởng nhớ River Phoenix.

## Đề tặng và liên quan
- River Phoenix: A Letter To A Young Actor của Milton Nascimento vào năm 1989
- Sách River Phoenix: Hero & Hearthrob của Grace Catalano (1988)
- Ban nhạc R.E.M đề tặng album Mosters cho River Phoenix
- Bài hát Transcending và Give It Away của nhóm Red Hot Chili Peppers
- Kurt Cobain hát tặng bài Jesus Don't Want Me to a Sunbeam cho River trong hai buổi diễn
- Sam Phillips đề tặng album nhạc Martinis & Bikinis của cô cho River
- River Phoenix của Nada Surf trong album North 6th Street
- Chris Chambers của nhóm The Stereophonics (10/1997)
- Ode To River Phoenix của Calliope
- River Phoenix từ Hannah Marcus
- Song For River Phoenix (If I Had Known) của Dana Lyons
- Matinee Idol của Rufus Wainwright
- Halloween của Grant Lee Buffalo
- California của Belinda Carlisle
- River từ Natalie Merchant, album Tiger Lily
- River của Ellis Paul, album Stories
- River Phoenix của ban nhạc Flicker
- Bài hát The Legacy of Oz có đề cập đến bốn người: Marilyn Monroe, River Phoenix, Elvis Presley và Kurt Cobain
- (He'll Never Be An) Ol' Man River của nhóm T.I.S.M
- Sách River Phoenix: A Short Life của Brian J. Robb; Lost in Hollywood: The Fast Times and Short Life of River Phoenix của John Glatt; In Search of River Phoenix: the Truth Behind the Myth của Barry C. Lawrence...
- Nhân vật nam chính Squall Leonhart trong Final Fantasy VIII của nhà thiết kế Tetsuya Normura được công bố là dựa vào nguồn cảm hứng từ River Phoenix

## Danh sách các phim đã đóng
- 1985: Explorers... Wolfgang Müller
- 1986 Stand by Me... Chris Chambers
The Mosquito Coast... Charlie Fox
- 1988 A Night in the Life of Jimmy Reardon... Jimmy Reardon
Little Nikita... Jeff Grant
Running on Empty... Danny Pope/Michael Manfield - Academy Award nomination: Best Supporting Actor
Golden Globe nomination: Best Supporting Actor
National Board of Review: Best Supporting Actor (won)
- 1989 Indiana Jones and the Last Crusade... Young Indy
- 1990 I Love You to Death... Devo Nod
- 1991 My Own Private Idaho... Mike Waters - Venice Film Festival: Best Actor
National Society of Film Critics: Best Actor
Independent Spirit Award: Best Actor
Dogfight... Eddie Birdlace
- 1992 Sneakers... Carl Arbegast
- 1993 The Thing Called Love... James Wright
Even Cowgirls Get the Blues... Pilgrim
Dark Blood... Boy
- 1994 Silent Tongue... Talbot Roe

## Một vài danh hiệu khác
- Là một trong 10 thần tượng thiếu niên kinh điển vào thập niên 80. Là một trong những biểu tượng sex, thần tượng dân gay vào đầu thập niên 1990.
- Xếp hạng 69 trong Top 100 Ngôi sao màn bạc mọi thời (British Magazine 2003)
- Là một trong 100 diễn viên gợi cảm nhất mọi thời, Top 100 người đàn ông gợi cảm nhất thế kỷ 20 (hạng 11)
- Xếp hạng 9 trong 100 Ngôi sao teen tuyệt vời nhất của kênh VH1 2006

## Các phát biểu
- Acting is like a Halloween mask that you put on.
- Commercials were too phony for me. I just didn't like selling a product I didn't believe in.
- Everything is ironic to me. There are moments I find hysterical, but I'm probably the only one who would find that, except for a few people.
- I can't on my own change the regime in South Africa or teach the Palestinians to learn to live with the Israelies, but I can start with me.
- If I have some celebrity, I hope I can use it to make a difference. The true social reward is that I can speak my mind and share my thoughts about the enviroment and civilisation itself. There's so much shit happening with people who are exploiting their positions and creating a lot of negativity.
- I did my best work in The Mosquito Coast. I know it wasn't such a big hit, but for me it was more meaningful than anything else I'd ever done.
- In Stand by Me (1986), I realized that what I was creating was going to live on far longer than anything of me as a person. The characters are more powerful than the person that creates them.
- I don't want to die in a car accident. When I die it'll be a glorious day. It'll probably be a waterfall.
- I have twenty personalities on top of the ten I already have. So now I have thirty people in my head!
- I would rather quit while I was ahead. There's no need in overstaying your welcome.
- In simplicity there is truth.
- I would just look at Harrison [Harrison Ford]; he would do stuff and I would not mimic it, but interpret it younger. Mimicking is a terrible mistake that many people make when they play someone younger, or with an age difference. Mimicking doesn't interpret true because you can't just edit it around. [on his interpretation of a young Indiana Jones in Indiana Jones and the Last Crusade (1989)]
- I like girls who are natural because I am natural in everything I do. If I meet a girl who is snobby and wants special treatment, she's not going to get it from me because she hasn't earned it. But I've been basically lucky because I've met mostly nice girls - and that's what attracts me.
- I remember we'd roll into gas stations in our beat-up van and I'd tell the attendant, 'I'm going to be an actor!
- I try to lie as much as I can when I'm interviewed. It's reverse psychology. I figure if you lie, they'll print the truth.
- I would never, never do anything unless I believed in it.
- I wouldn't eat a hamburger for 40,000 dollars.
- Animals are not our playthings. We are on this earth to protect them. It's our duty.
- I project a definite innocence. A lot of that is just the way I grew up.
- We need an extreme movement because what is happening to animals is so extreme. Some misinformed people claim that animal rights activists are terrorists, but these people are simply ignorant of who the real terrorists are - the companies and industries that torture literally billions of animals each year. (The Animals' Voice Magazine - 1989)
- I'd like to play every type of character, but only once. I like to expierence things.
- I'm really normal. I play football, go to the beach, drive. We have dogs. I can imagine people calling me a character, but I'm Joe Straight.
- I wish sometimes I wasn't as conscientious as I am.
- It still strikes me as strange that anyone can have any moral objection to someone else's sexuality. It's like telling someone else how to clean their house.
- It's a great feeling to think that I can be a friend to so many people through my movies.
- I'm having a kind of hard time keeping my head above water in this crazy business.
- Music is a whole oasis in my head. The creation process is so personal and fulfilling.
- Rich kids gave us their old clothes. They were the best clothes we ever had. We were these very pure, naive, poor children. The rich kids called us a lot of names but it never bothered us because we didn't know what the words meant.
- Vegetarianism is a link to perfection and peace.
- I want kids, a family of my own. I'd like to give them the first eight years of their lives in the country. Then I'd want them educated, which I wasn't formally, although I had a tutor once when I was twelve. At times I miss a formal education, but at others I thank God for everything else I have now. What I have got from my childhood aren't toys, but memories. And happy memories are better than any toy.
- When I was in first grade, everyone made fun of my name, of course. I think it's kind of a big name to hold up when you're nine years old. It seemed goofy. I used to tell people I wanted to change the world and they used to think, 'This kid's really weird'.
- When I was old enough to realize all meat was killed, I saw it as an irrational way of using our power, to take a weaker thing and mutilate it. It was like the way bullies would take control of younger kids in the schoolyard.